# Zakoprid
Zakoprid je potencijalni antagonist 3 receptora i agonist 4 receptora.R enantiomer aktivna forma. On ispoljava anksiolitska i nootropna svojstva na životinjskim modelima. On je isto ima antiemetske i prorespiratorne osobine. On redukuje aprenju u snu i poništava opioidom indukovanu respiratornu depresiju u životinjskim studijama.